# Skype
Skype fou una xarxa de telefonia per Internet, fundada per Niklas Zennström i Janus Friis, els creadors de Kazaa, el 2003. El seu suport va finalitzar el 5 de maig del 2025.
El codi i protocol de Skype són tancats i protegits, però els usuaris interessats poden descarregar gratuïtament l'aplicació del lloc oficial. Els usuaris de Skype poden parlar entre ells gratuïtament. L'aplicació també inclou un servei anomenat SkypeOut que permet els usuaris trucar a telèfons convencionals, però aquest servei no és gratuït. Les tarifes oscil·len entre els 0,017€ i els 1,01 € al minut (per a les illes Niue), depenent de si les trucades són a un telèfon fix, a un mòbil, o a països amb alguna peculiaritat geopolítica (Cuba, illes de l'Atlàntic...).
L'Skype és multiplataforma. Funciona sota els sistemes operatius: MS Windows 2000/ XP/ Vista, GNU/Linux, Mac OS X i Pocket PC, i també a la PSP de Sony. Recentment, ofereix en alguns països telèfons mòbils que, mitjançant una xarxa Wi-Fi, es connecten al servidor de trucades, i també aparells similars als telèfons convencionals que es poden utilitzar com a fixos, mantenint les tarifes de l'Skype, connectats a l'ordinador.
El programa de l'Skype és en diversos idiomes. El català hi apareix oficialment a la fi del mes de 2012. Abans havien existit traduccions no oficials.

## Història de la companyia
El 12 de setembre de 2005, l'empresa de subhastes en línia eBay va anunciar que comprava Skype, fent un primer pagament de 2.600 milions de dòlars i comprometent-se a pagar una segona quantitat de 1.500 milions de dòlars al cap de 3 anys, el 2008, depenent dels objectius de rendiment aconseguits, cosa que representaria un total de 4.100 M de dòlars. En aquell moment, l'estat de la companyia de telèfon per IP era de:
- 54 milions d'usuaris registrats,
- 150.000 nous usuaris cada dia,
- 225 països i territoris,
- 60 milions de dòlars d'ingressos previstos pel 2005.

El 19 de novembre de 2009 eBay va vendre la companyia de telefonia per IP, per 2.750 milions de dòlars, a un grup d'empreses liderada per Silver Lake Partners i que incloïa Joltid (l'empresa fundada pels fundadors originals de Skype) i, entre d'altres, el Canada Pension Plan Investment Board i la firma de capital de risc Andreessen Horowitz, tot i que eBay va mantenir una inversió de capital d'aproximadament el 30% de Skype. En aquell moment, Skype tenia:
- 521 milions d'usuaris registrats (cosa que representa un impressionant increment de 40 milions d'usuaris registrats nous, els darrers tres mesos)
- 185 milions de dòlars d'ingressos trimestrals,
- 27.700 milions de minuts en trucades per IP gratuïtes i
- 3.100 milions de minuts de trucades de pagament

### Adquisició per part de Microsoft
El 10 de maig de 2011 es va anunciar que Microsoft compraria Skype per 8.500 milions de dòlars (uns 5.914 milions d'euros del moment), en la compra més quantiosa dels 35 anys d'existència de la companyia. A principis de 2011, Skype tenia:
- 663 milions d'usuaris registrats a tot el món
- 207.000 milions de minuts de trucades de veu i vídeo el 2010
- 860 milions de dòlars d'ingressos el 2010.